# Rugby a 7 ai III Giochi europei
Gli incontri di rugby ai III Giochi europei si sono disputati dal 25 al 27 giugno 2023 presso lo Henryk Reyman Stadium di Cracovia.

## Podi
| Specialità                 | Oro           | Argento       | Bronzo          |
| Torneo a squadre maschile  | Irlanda       | Gran Bretagna | Spagna          |
| Torneo a squadre femminile | Gran Bretagna | Polonia       | Repubblica Ceca |

## Medagliere
| Pos.   | Paese         | Oro | Argento | Bronzo | Totale |
| ------ | ------------- | --- | ------- | ------ | ------ |
| 1      | Gran Bretagna | 1   | 1       | 0      | 2      |
| 2      | Irlanda       | 1   | 0       | 0      | 1      |
| 3      | Polonia       | 0   | 1       | 0      | 1      |
| 4      | Spagna        | 0   | 0       | 1      | 1      |
| 4      | Rep. Ceca     | 0   | 0       | 1      | 1      |
| Totale | Totale        | 2   | 2       | 2      | 6      |